# Choan-Seng Song
Choan-Seng Song (Chinese: 宋泉盛; pinyin: Sòng Quánshèng; Pe̍h-ōe-jī: Sòng Choân-sēng) (* 19. Oktober 1929; † 26. November 2024) war ein taiwanischer evangelischer Theologe und Hochschullehrer.

## Werdegang
Song studierte Philosophie an der National Taiwan University und Theologie in Edinburgh (1955–58), New York (1958–59) und Basel (1959/60) sowie am Union Theological Seminary, wo er 1965 seine Promotion abschloss. 1956 bis 1970 war er Direktor der Theologischen Fakultät des Tainan Theological College, 1977 bis 2004 Präsident des Reformierten Weltbundes. Er war Professor für Theologie und Asiatische Kultur an der Pacific School of Religion, Berkeley.
Bekanntheit erlangte er insbesondere durch die Entwicklung einer kontextuellen asiatischen Theologie, die christliche Theologie mit asiatischen religiösen Motiven verbindet.

## Veröffentlichungen (Auswahl)
- New China and Salvation History: A Methodological Inquiry. In: South-East Asia Journal of Theology 15, 2, 1974, S. 52–67.
- Christian Mission in Reconstruction: an Asian Analysis, (New York: Orbis Books, 1975). ISBN 978-0-88344-074-2
- Third-Eye Theology: Theology in Formation in Asian Settings, (New York: Orbis Books, 1979). ISBN 978-0-88344-474-0
- The Compassionate God: An Exercise in the Theology of Transposition, (New York: Orbis Books, 1982). ISBN 978-0-334-01951-0
- Theology from the Womb of Asia, (New York: Orbis Books, 1986). ISBN 978-0-88344-518-1
- Jesus the Crucified People, (Minneapolis: Fortress Press, 1990). ISBN 978-0-8006-2969-4
- Jesus and the Reign of God, (Minneapolis: Fortress Press, 1993). ISBN 978-0-8006-2671-6
- Jesus in the Power of the Spirit, (Minneapolis: Fortress Press, 1994). ISBN 978-1-57910-958-5